# Emanatistische Logik
Emanatistische Logik wird in der Philosophie bzw. Wissenschaftstheorie eine  begriffslogische Auffassung des Verhältnisses von Allgemeinbegriffen zu Einzelbegriffen genannt, die sich auf die Vorstellung der Emanation oder Entäußerung gründet.
Diese Bezeichnung wurde von Emil Lask zur Charakterisierung der Dialektik Hegels eingeführt, in Abgrenzung vor allem zum Verfahren der Bildung von Allgemeinbegriffen durch die Verallgemeinerung von Einzelfällen (Abstraktion). Das Besondere entstammt hiernach einer realen Abhängigkeit vom Begriff als einer ‚organischen‘ innigen Durchdringung von Gattung und Einzelwirklichkeit. Dabei entlasse der Begriff den besonderen Verwirklichungsfall sozusagen aus seiner überreichen Fülle. Hierbei
„(...) muss der Begriff stets inhaltsreicher als die empirische Wirklichkeit ausfallen, nicht als deren Teil, sondern umgekehrt so gedacht werden, dass er sie als seinen Teil, als Ausfluss seines überwirklichen Wesens umfasst. Beziehungen zwischen Begriff und Einzelnem werden dann nicht etwa durch ein die Begriffe erst bildendes Denken ermöglicht, sondern entstammen einer realen Abhängigkeit des Besonderen, einer ‚organischen‘ innigen Durchdringung von Gattung und Einzelwirklichkeit.“
Lasks eigenes Programm einer Theorie von „Wertindividualitäten“ zielt darauf ab, Kants Methode analytischer Begriffsbildung beizubehalten, aber dennoch der Kritik Johann Gottlieb Fichtes und Hegels am abstrakten Wertschematismus Rechnung zu tragen und so Hegels Schöpfung neuer Wertbegriffe für die Logik der Geschichte fruchtbar zu machen. Hegel hatte schließlich gesucht, mit einer Theorie des Zufalls der verbreiteten Kritik am spekulativen Idealismus zu begegnen, dieser könne das Individuell-Kontingente philosophisch nicht erfassen.
Max Weber hat diese methodologische Vorarbeit der  Südwestdeutschen Schule des Neukantianismus zu einer Kritik an der Vorgehensweise der nationalökonomischen Historischen Schule verwendet, der er hiermit vor allem die unzulässige Vermengung von miteinander inkompatibler logischer Verfahren vorwirft.
Die Gleichsetzung von historischer und logischer Entwicklung, wenn sie keine Begriffsverwirrung sein will, setzt voraus, dass entweder in jedem Einzelfall die Koinzidenz nachgewiesen werde, oder man muss eine emanatistische Logik in der Art von Hegel unterstellen.
Karl Marx kritisierte Hegels dialektische Ableitungen in dessen Rechtsphilosophie als „logischen, pantheistischen Mystizismus“. Fakt sei, dass der Staat aus der Menge, wie sie als Familienglieder und Glieder der bürgerlichen Gesellschaft existieren, hervorgehe; Hegels spekulative Darstellung „spricht dies Faktum als Tat der Idee aus, nicht als die Idee der Menge, sondern als Tat einer subjektiven, von dem Faktum selbst unterschiedenen Idee.“ Hegel „hat zu einem Produkt, einem Prädikat der Idee gemacht, was ihr Subjekt ist. Er entwickelt sein Denken nicht aus dem Gegenstand, sondern den Gegenstand nach einem mit sich fertig und in der abstrakten Sphäre der Logik mit sich fertig gewordnen Denken.“ „Es ist aber keine Brücke geschlagen, wodurch man aus der allgemeinen Idee des Organismus zu der bestimmten Idee des Staatsorganismus oder der politischen Verfassung käme, und es wird in Ewigkeit keine solche Brücke geschlagen werden können.“